# العديسة (الخليل)
تقع قرية العديسة على بعد 6 كم شرق مدينة الخليل وتتبع محافظة الخليل وتقع بين قريتي بني نعيم التي تقع جنوبها وسعير التي تقع شمالها. العديسة من الأراضي التي أحتلت في حرب 1967. ارتفاعها يبلغ 1010 م عن سطح البحر. تبلغ مساحتها 21,823 دونماً والمبني منها 100 دونم. وتستغل 700 دونم للزراعة و500 دونم للمحاجر والباقي أراضي غير مستغلة.

## التسمية
يعود سبب التسمية إلى عشيرة العَيسة الذين سكنوا المنطقة قبل مائتي عام وكان تجمعهم حول نبع الماء، وأطلق على المنطقة عين العيسة ومع الزمن تحولت إلى العديسة.  ثم هجروا المنطقة بعد خراب النبع، وارتحلوا إلى صانور قضاء جنين وسكنوا هناك ولا يزال قسم كبير منهم لغاية الآن. هناك روايات أخرى تُرجع التسمية إلى اشتهار المنطقة بزراعة الحبوب وخصوصاً العدس، ومما يدل على ذلك انتشار آبار الحب في المنطقة وأخذت اسمها من العدس حيث التصغير للعدس عُدَيْس، ولسهولة اللفظ أصبح يطلق عليها العديسة، والتصغير هنا يفيد التعظيم وهو السبب الأرجح في التسمية، ولكن أهالي مدينة الخليل يطلقون على المنطقة اسم العرديسة، ويكتبها الجانب الإسرائيلي في خرائطه المصطنعة باسم عرق أبو علي.

## التاريخ
في 21 مارس 2005، قرر رئيس الوزراء الفلسطيني أحمد قريع إلغاء مجلس قروي العديسة وضم القرية إلى مجلس بلدي سعير.